# Мусульманські батальйони ГРУ (СРСР)
«Мусульманські батальйони» — умовна назва для формувань спеціального призначення Головного розвідувального управління Генерального штабу ЗС СРСР (ГРУ), створених у ході підготовки введення радянських військ в Афганістан, а також на початковому періоді Афганської війни (1979-1989), укомплектованих військовослужбовцями середньоазіатських національностей, які номінально відносяться до мусульман.

## Термінологія
Офіційне найменування даних формувань - "окремий загін спеціального призначення". Цим терміном у формуваннях спеціального призначення ГРУ ЗС СРСР позначався окремий батальйон, розгорнутий за штатом військового часу і має статус військової частини. Розгортання загонів відбувалося з урахуванням окремих бригад спеціального призначення, які у кожному військовому окрузі.
Достовірних відомостей про те, хто першим з воєначальників увів умовну назву «мусульманський батальйон», немає.

## Створення мусульманських батальйонів
Головною причиною відбору військовослужбовців за національною ознакою, якої дотримувалося керівництво ЗС СРСР, вважалася мала зовнішня різниця з корінними жителями Афганістану.
Всього було створено три «мусульманські батальйони» (зведена військова частина).

### 1-й Мусульманський батальйон
154-й окремий загін спеціального призначення (озспп) був створений на підставі директив Генерального штабу ЗС СРСР № 313/02402 від 28 квітня 1979 року та № 314/ 2/0061 від 24 червня 1979 року на базі 15-ї окремої бригади спеціального призначення Турестанського військового округу, в м. Чирчик Ташкентської області (Узбецька РСР).
Особовий склад батальйону відбирався з представників трьох національностей: узбеків, туркменів та таджиків. Чисельність особового складу батальйону – 532 особи.
Відбір проходив по всіх повітряно-десантних військах та підрозділах спецназу ГРУ.
Штат «мусульманського батальйону» відрізнявся від звичайних штатів батальйонів спеціального призначення (бспп), що знаходилися на території Радянського Союзу і складалися з трьох розвідувальних рот і окремих взводів при штабі батальйону, наявністю додаткової інженерно-саперної роти, зенітно-артилерійської групи, роти вогневої підтримки та автотранспортної роти. Дані підрозділи підвищували автономність та вогневу міць батальйону. З цієї причини також відбиралися військовослужбовці в мотострілкові війська, оскільки на озброєння загону планувалося прийняти велику кількість бронетехніки, яка до цього не використовувалася в підрозділах спеціального призначення. Єдині два офіцери та прапорщик, яких не вдалося підібрати за національною ознакою, - командир "зенітної артилерійської групи", заступник командира цієї групи, а також начальник "відділення ремонтно-налагоджувальних робіт" (за національністю - росіяни).
Командиром загону був призначений майор Холбаєв (за національністю - узбек), випускник Ташкентського вищого загальновійськового училища. Майор Холбаєв на той момент був заступником командира батальйону з повітряно-десантної підготовки в 15-й окремій бригаді спеціального призначення.
7 грудня 1979 року 154-й озспп на військово-транспортних літаках був перекинутий з Ташкента на авіабазу під містом Баграм, в 60 кілометрах північніше Кабула. Усі військовослужбовці були одягнені у військову форму урядових військ ДРА.
13 грудня загін, здійснивши марш, був передислокований у безпосередню близькість до палацу Тадж-Бек.
Увечері 27 грудня 154-й загін спільно з 60 військовослужбовцями спеціальних груп КДБ «Гром» і «Зеніт» брав участь у штурмі палацу Аміна. При штурмі особовий склад батальйону втратив 7 людей убитими та 36 пораненими.

Після штурму палацу 154-й ооспп у подальших бойових діях участі не брав. Вся бойова техніка і військове майно батальйону було передано в 103-тю гвардійську повітряно-десантну дивізію. 2 січня 1980 року особовий склад загону літаками було вивезено на територію СРСР, після чого загін був розформований, військовослужбовців строкової служби було звільнено в запас до закінчення терміну вислуги, а офіцерів і прапорщиків розподілено по військових частинах.
При штурмі особовий склад батальйону втратив 7 людей убитими та 36 пораненими.

Після штурму палацу 154-й ооспп у подальших бойових діях участі не брав. Всю бойову техніку і військове майно батальйону було передано в 103-тю гвардійську повітряно-десантну дивізію. 2 січня 1980 року особовий склад загону літаками було вивезено на територію СРСР, після чого загін був розформований, військовослужбовців строкової служби було звільнено в запас до закінчення терміну вислуги, а офіцерів і прапорщиків розподілено по військових частинах.

### 2-й Мусульманський батальйон
177-й окремий загін спеціального призначення (або військова частина 56712) був створений на підставі Директиви Генерального штабу № 314/2/00117 від 8 січня 1980 року на базі 22-ї окремої бригади спеціального призначення Середньоазіатського військового округу у м. Капчагай Алматинській області Казахської РСР.
Командиром батальйону був призначений майор Кєрімбаєв Борис Тукенович (за національністю — казах), випускник Ташкентського вищого загальновійськового училища, який відслужив на той час на командних посадах у розвідувальних підрозділах сухопутних військ.
На відміну від «1-го мусульманського батальйону», 177-й загін готувався для бойових дій на території Синцзян-Уйгурського автономного району КНР. У зв'язку з цим у загін було набрано 300 військовослужбовців строкової служби уйгурської національності та офіцери тюркських народів. 70% офіцерського складу батальйону були випускниками загальновійськових училищ. Загальна чисельність особового складу – 498 осіб.

Для офіцерів загону було введено прискорений курс навчання китайської мови:
...Десь у вересні вісімдесят першого оголосили, що осінню перевірку складатимемо московській комісії, і що крім предметів бойової підготовки перевірятимуть і знання китайської мови. З розвідуправління округу прибув інструктор китайської мови і ми взялися швиденько його, тобто китайську, вивчати. Тема – допит військовополоненого. Записували китайські слова російськими літерами та заучували напам'ять. Отже, вивчити китайську за місяць, це не байка, принаймні для нас військових, ми можемо. Але тривало це зовсім не довго, тижнів через два вивчення мови скасували... — Амангельди Жантасов. Спогади офіцера 177-го загону
Особовий склад 177-го окремого загону спеціального призначення був одягнений у радянську форму зі знаками розрізнення повітряно-десантних військ.
На момент введення 177-го загону до Афганістану завдання зібрати особовий склад за національною ознакою неодмінно таким, як у випадку з першим складом «1-го мусульманського батальйону», який брав штурмом палац Аміна, вже не стояло. Тому "2-й мусульманський батальйон" не повністю відповідав своїй назві.
29 жовтня 1981 року 177-й загін, отримавши нове умовне позначення («2-й окремий мотострілецький батальйон» або військова частина 43151), був введений в Афганістан і передислокований в околиці Меймене провінції Фар'яб.
177-й загін під командуванням майора Керимбаєва відомий в історії Афганської війни як єдине формування спеціального призначення, яке тривалий час застосовувалося не за прямим призначенням розвідувально-диверсійної специфіки, а гірничо-стрілецьким формуванням для захоплення та утримання високогірних укріпрайонів модахедів. Загалом 177-й загін протистояв в Панджшерській ущелині загонам Ахмад Шах Масуда дев'ять місяців (11 червня 1982 - 8 березня 1983 року). У результаті подібного протистояння Масуд був змушений піти на перемир'я. Ні до, ні після «2-го мусульманського батальйону» завдання подібного характеру та тривалості перед формуваннями спеціального призначення в Афганській війні не ставилися.

### 3-й Мусульманський батальйон
173-й окремий загін спеціального призначення (або військова частина 96044) було створено на підставі Директиви Генерального штабу ЗС СРСР № 314/2/0061 від 9 січня 1980 року на базі 12-ї окремої бригади спеціального призначення Закавказького військового округу у м. Лаґодехі Грузинської РСР. Формування загону було закінчено до 29 лютого 1980 року. Штат загону 21/19-51 був такий самий як у 177-го загону.
На відміну від попередніх двох загонів 173-й загін комплектувався переважно військовослужбовцями з корінних національностей Північного Кавказу та Закавказзя, що номінально належать до мусульман.
Командиром загону було призначено капітана Ялдаша Шаріпова (за національністю — узбека). Практично всі офіцери і прапорщики загону були набрані з мотострілецьких і танкових військ за винятком єдиного офіцера (за національністю - росіянин) - заступника командира загону з повітрянодесантної підготовки, випускника Рязанського повітрянодесантного командного училища, що прибув зі 104-ї гвардійської повітряно-десантної дивізії.
Іншою відмінністю «3-го мусульманського батальйону» є те, що він не був введений до Афганістану в початковому складі. Бойова підготовка загону тривала чотири роки - до 10 лютого 1984-го, коли його ввели до Афганістану. На той час у зв'язку з ротацією особового складу загін вже не відповідав початковій умовній назві.

## Див також
- Головне розвідувальне управління Генерального Штабу Російської Федерації
- ОКСВА